# Thalassomya sabroskyi
Thalassomya sabroskyi är en tvåvingeart som först beskrevs av Tokunaga 1964.  Thalassomya sabroskyi ingår i släktet Thalassomya och familjen fjädermyggor. Inga underarter finns listade i Catalogue of Life.